# Stepan Topal
Stepan Topal (ros. Степан Михайлович Топал, Stiepan Michajłowicz Topał; ur. 18 stycznia 1938, zm. 29 września 2018) – mołdawski polityk pochodzenia gagauskiego, przywódca  separatystycznej Gagauzji jako szef parlamentu (1990–1991) i prezydent (1991–1995). Nie baszkan tylko prezydent, był on pierwszym i jedynym prezydentem Gagauzji, jego następcy stojący na czele Terytorium Autonomicznego Gagauzja sprawowali funkcję baszkana.

## Życiorys
Należał do grupy etnicznej Gagauzów. Studiował inżynierię lądową, specjalizując się w inżynierii drogowej. Wstąpił do Komunistycznej Partii Mołdawii, od 1990 do 1994 był deputowanym do mołdawskiego parlamentu.
Zaangażował się w działania separatystów w Gagauzji, domagających się początkowo autonomii w ramach ZSRR, a następnie własnego państwa. 19 sierpnia 1990 był jednym z organizatorów ludowego kongresu deputowanych, który jednostronnie ogłosił niepodległość Republiki Gagauskiej (jako socjalistycznej republiki w ramach ZSRR). 28 października tego samego roku wybrano go do Rady Najwyższej Republiki Gagauzji; 31 października objął w niej funkcję przewodniczącego. W sierpniu 1991 został aresztowany. 1 grudnia 1991 wybrano go na nowo utworzoną funkcję prezydenta z poparciem 90% (jako prezydent nadal stał na czele parlamentu). Mołdawia podjęła kroki zmierzające do nadania Gagauzji pewnej niezależności: w lipcu 1994 przyjęła konstytucję zapewniającą jej autonomię, a 23 grudnia 1994 nadała jej specjalny status prawny. Topal zgodził się na pokojowe przekazanie władzy w głosowaniu. 25 maja 1995 odbyły się pierwsze wybory gubernatora Gagauzji. Topal wziął w nich udział, nie przechodząc jednak do drugiej tury.
Od 1999 do 2002 pozostawał doradcą kolejnego gubernatora regionu, Dumitru Croitora. W 2001 bezskutecznie kandydował do mołdawskiego parlamentu w okręgu Komrat (jego lista nie przekroczyła progu). W 2002 należał do założycieli ruchu społecznego Za Gagauziu! (Dla Gagauzji!), stworzonego w opozycji do rządzących komunistów. W październiku tego samego roku ponownie wystartował w wyborach na gubernatora regionu, jednak ze względu na zbyt niską frekwencję wybory zostały powtórzone, a udział Topala w ponownym głosowaniu został zablokowany ze względów formalnych. W 2006 został doradcą baszkana Mihaila Formuzala ds. mieszkalnych i użyteczności publicznej. W 2010 był jednym ze współzałożycieli Rady Starszych Gagauzji. W 2018 wygrał sprawę przed Europejskim Trybunałem Praw Człowieka dotyczącą wypłacania mu emerytury związanej z wysokością pensji prezydenta Gagauzji.
W 2017 odznaczony Orderem Republiki, najwyższym cywilnym odznaczeniem Mołdawii.